# جرالد اشبی
 جرالد اشبی  (به انگلیسی: Gerald Ashby) (زاده ۶ نوامبر ۱۹۴۹ - درگذشته ۱۷ دسامبر ۲۰۰۱) داور سابق اهل انگلستان است.
وی از سال ۱۹۹۲ تا ۱۹۹۴ میلادی در لیست داوران فیفا قرار داشته‌است.